# La Petite-Pierre
La Petite-Pierre (in alsaziano Lìtzelstäin, in tedesco Lützelstein) è un comune francese di 624 abitanti situato nel dipartimento del Basso Reno nella regione del Grand Est.

## Società

### Evoluzione demografica
Abitanti censiti

## Immagini della città

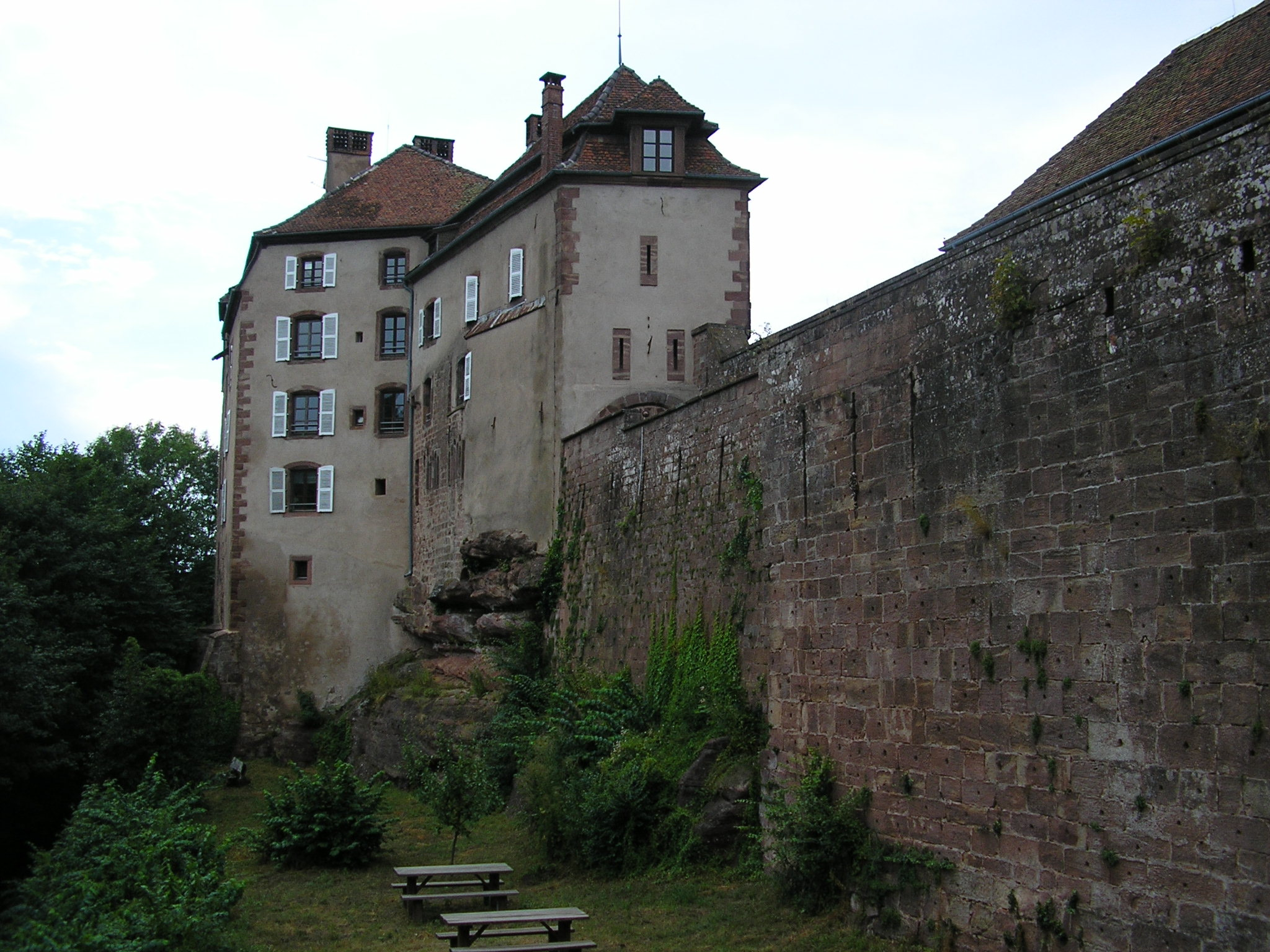
Il castello di La Petite-Pierre.
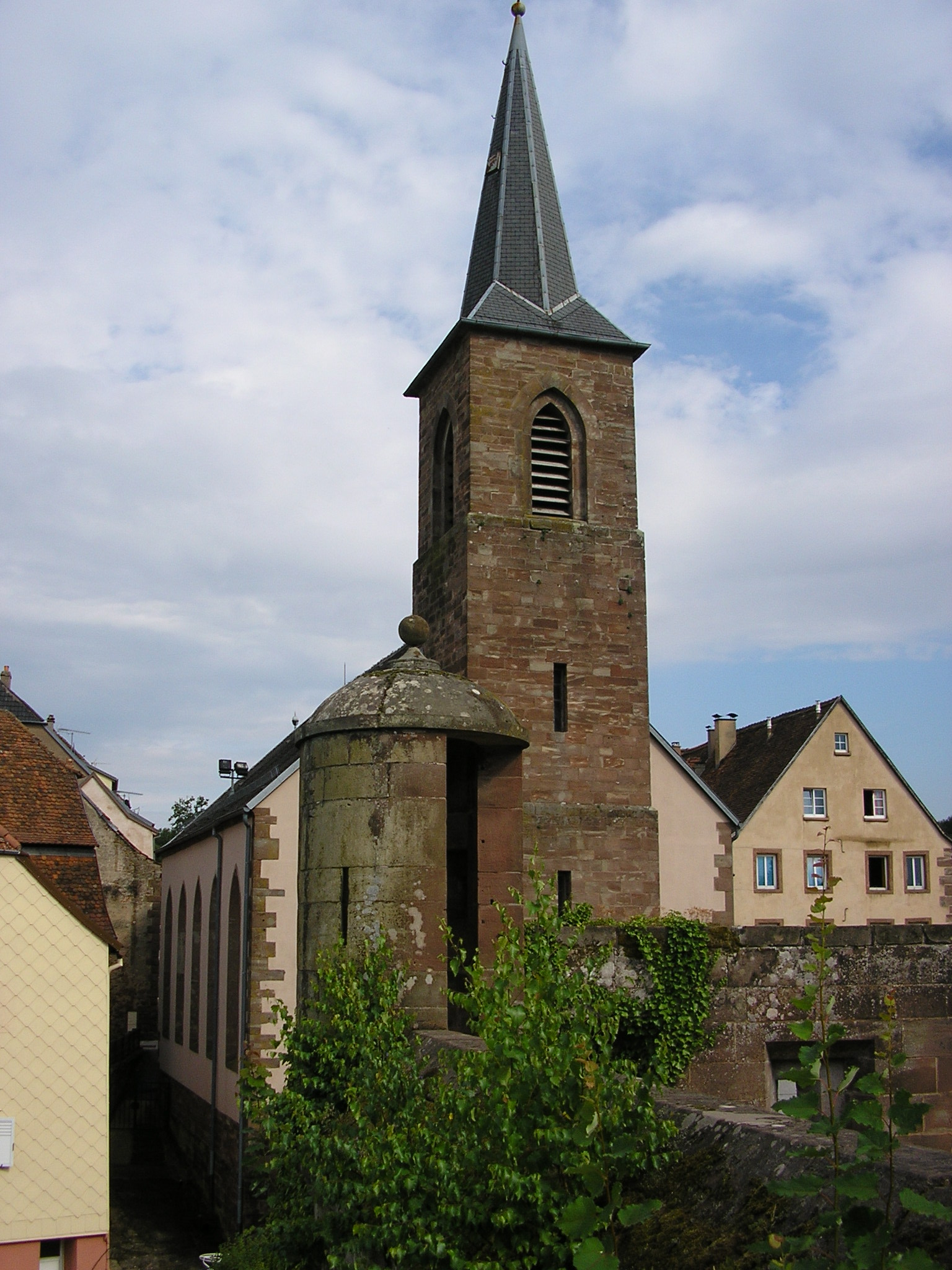
La chiesa interreligiosa di Notre-Dame[2].
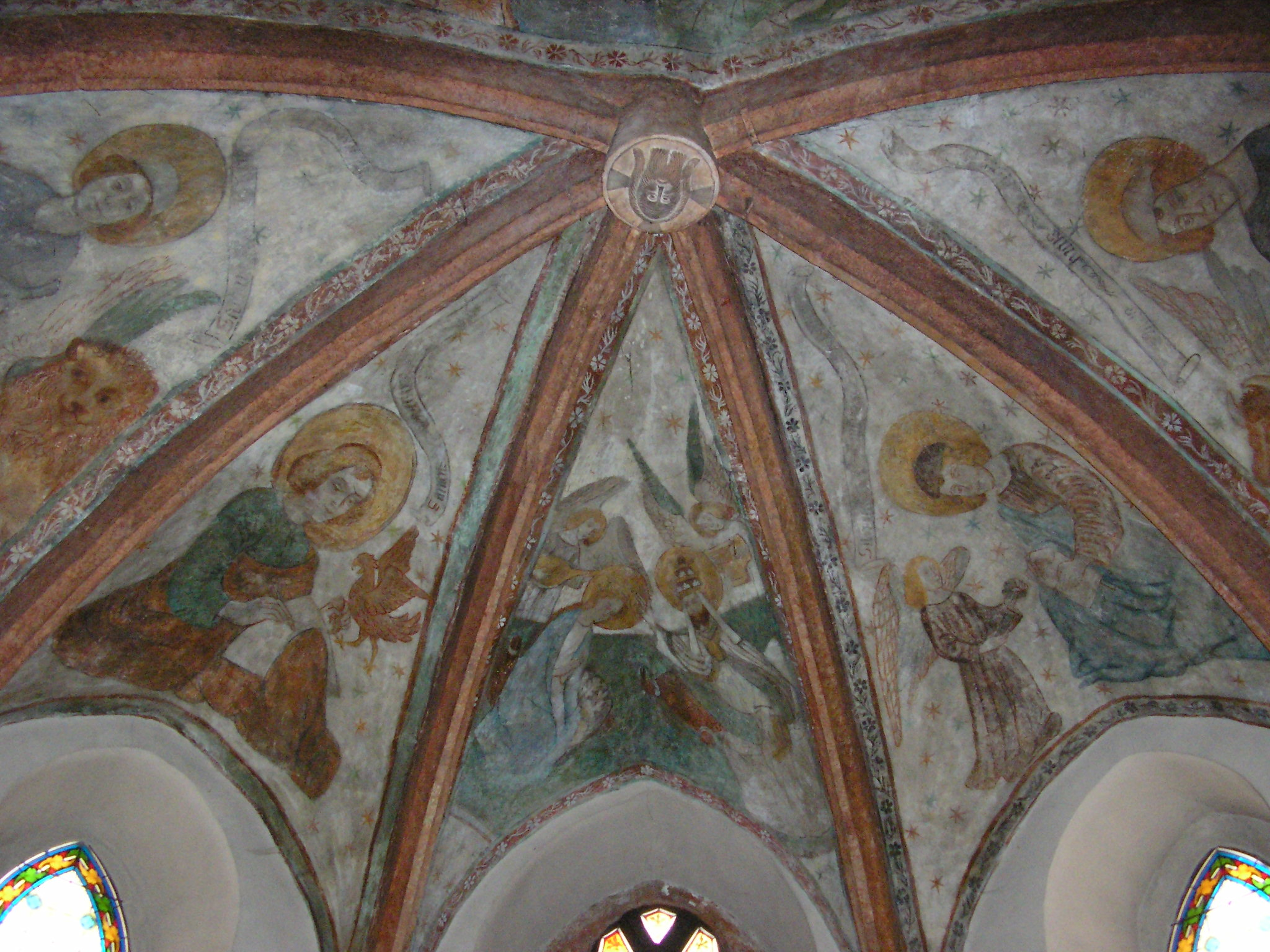
Affresco della chiesa interreligiosa di Notre-Dame.
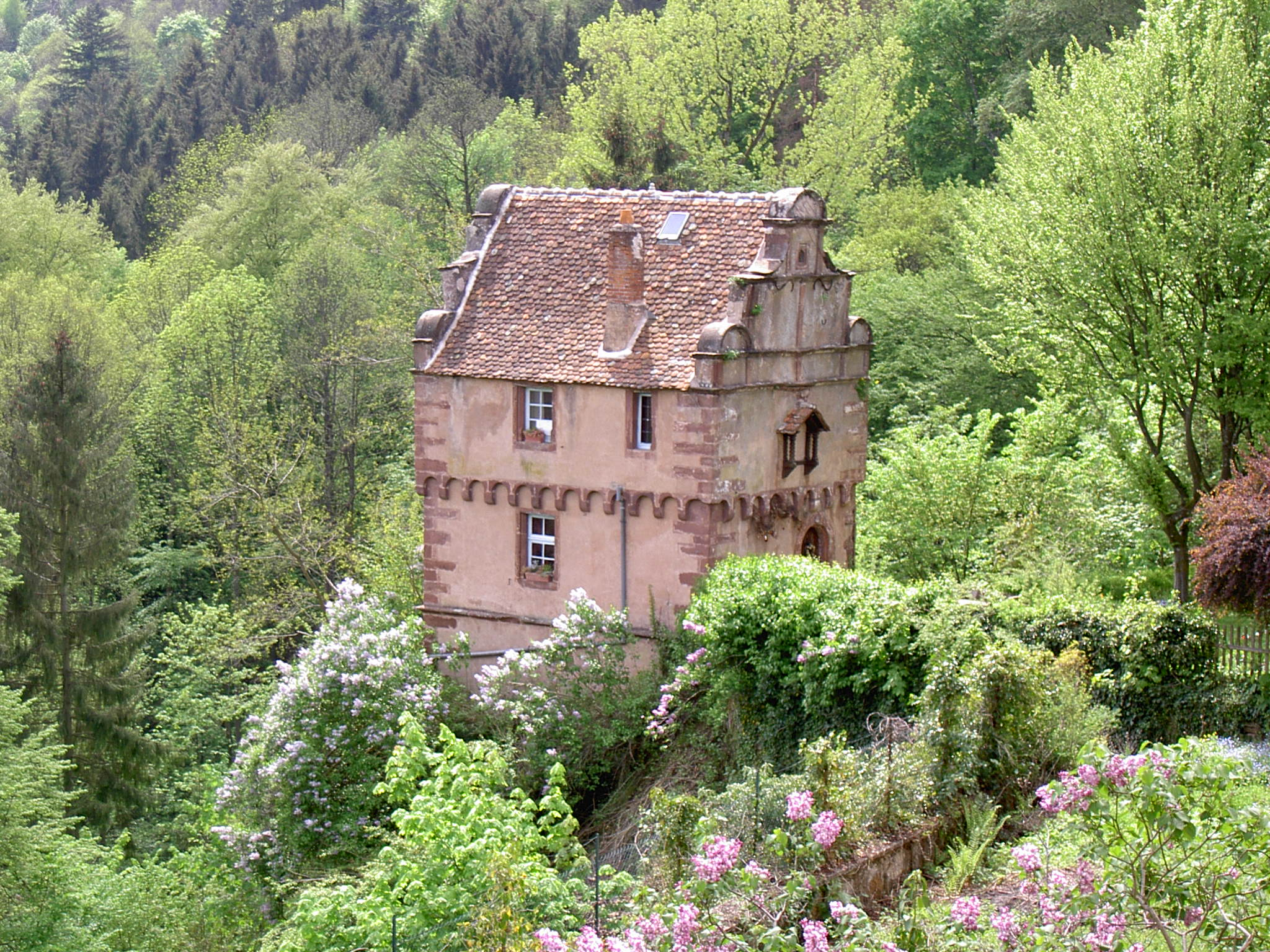
Casa dei pagani.